# Östergötlands runinskrifter 137
Östergötlands runinskrifter 137 är en medeltida runsten av rödaktig granit i Kvarntorp, Svanshals socken och Ödeshögs kommun. Runstenen är 1,3 meter hög och 0,9 meter bred vid basen. Ett kors pryder stenens mitt vilket betyder att stenen ristats i kristen tid, även om flera av runorna är av äldre snitt. Stenen hittades 1869 och restes 1871.

## Inskriften
Runstenens inskrift är av nonsenskaraktär. Den är svårläst på grund av att flertalet tecken av oviss betydelse är blandade med vanliga runor. Dessutom är radernas ordningsföljd och riktning oklar.